# ヘンリー・オットー
ヘンリー・オットー（Henry Otto, 1877年8月8日 - 1952年8月3日）は、アメリカ合衆国の映画監督、脚本家、俳優、映画プロデューサーである。ヘンリー・W・オットー（Henry W. Otto）とも名乗った。ヘンリー・オットー（Henry Otho）とは別人。

## 人物・来歴
ミズーリ州セントルイスに生まれる。
現存している記録で最初に映画史上に登場するのは、1911年、短篇映画を量産したセリグ・ポリスコープ・カンパニーでの脚本家としてのキャリアである。ジョゼフ・A・ゴールデンが監督する短篇映画の脚本を書き、1912年からはトム・リケッツの監督する短篇映画に出演している。同年には、 The Employer's Liability で監督業に進出し、出演もした。C・J・ウィリアムズ作品の脚本を書き、レム・B・パーカー、コリン・キャンベル、E・A・マーティン、フレッド・ハントリーらの作品に出演、自らも監督をした。
1914年、アメリカン・フィルム・マニュファクチャリング・カンパニーに移籍して監督に専念、第1作はThis Is th' Life であった。1915年、ユニヴァーサル・フィルム・マニュファクチュアリング・カンパニー（現在のユニバーサル・ピクチャーズ）に移籍、第1作は The Measure of Leon Du Bray であった。1916年、同社の子会社として設立された製作会社・ブルーバード映画で監督した『美人島』は、日本で最初に公開されたブルーバード映画であった。同年、ユニヴァーサルを離れてヨーク・フィルム・カンパニーに移籍、第1作 The River of Romance はメトロ・ゴールドウィン・メイヤーが配給した。以降、多くインディペンデントの製作会社で監督、1924年（大正13年）に監督した『ダンテ地獄篇』が代表作とされる。1930年代には俳優に戻っていった。
1952年8月3日、カリフォルニア州ロサンゼルス市で死去した。満74歳没。

## フィルモグラフィ
特筆以外はすべて監督である。
- The Stepsisters : 監督ジョゼフ・A・ゴールデン、1911年 - 脚本
- His Birthday : 監督ジョゼフ・A・ゴールデン、1911年 - 脚本
- Memories of the Past : 監督ジョゼフ・A・ゴールデン、1911年 - 脚本
- The Unknown Model : 監督トム・リケッツ、1912年 - 出演役The WIfe
- The Torn Letter : 監督トム・リケッツ、1912年 - 出演役The Wife's Brother
- The Story of a Wallet : 監督トム・リケッツ、1912年 - 出演役The District Attorney
- The Employer's Liability : 1912年 - 監督・出演役Pettherick Walton, President of Western Mines（初監督作）
- Betty's Bandit : 1912年 - 監督・出演役Farmer Allen
- Oh : 監督ジョゼフ・A・ゴールデン、1912年 - 脚本
- A Fight for Friendship : 1912年 - 監督・出演役John Rand, a Contractor
- Harbor Island : 監督レム・B・パーカー、1912年 - 出演役General Arieno, Owner of Harbor Island
- The Lipton Cup: Introducing Sir Thomas Lipton : 監督レム・B・パーカー、1913年 - 出演
- A Little Child Shall Lead Them : 監督レム・B・パーカー、1913年 - 出演役Frank Peyton
- Altar of the Aztecs : 監督不明、短篇、1913年 - 出演
- The Governor's Daughter : 監督レム・B・パーカー、1913年 - 出演
- Her Only Son : 監督レム・B・パーカー、1913年 - 出演
- All on Account of a Transfer : 監督C・J・ウィリアムズ、1913年 - 脚本（ヘンリー・W・オットー名義）
- Two Men and a Woman : 監督レム・B・パーカー、1913年 - 出演役Raphael Salvator, The Portrait Painter
- The Spanish Parrot Girl : 監督レム・B・パーカー、1913年 - 出演役Father Diaz
- Diverging Paths : 監督レム・B・パーカー、1913年 - 出演
- Love Before Ten : 監督レム・B・パーカー、1913年 - 出演
- Margarita and the Mission Funds : 監督レム・B・パーカー、1913年 - 出演役Padre Sandez of the Mission
- The Hoyden's Awakening : 監督レム・B・パーカー、1913年 - 出演
- With Love's Eyes : 監督レム・B・パーカー、1913年 - 出演役A Surgeon
- The Tie of the Blood : 監督レム・B・パーカー、1913年 - 出演役Big Eagle, Chief of the Osage
- An Old Actor : 監督・主演コリン・キャンベル、1913年 - 出演（ヘンリー・W・オットー名義）
- A Welded Friendship : 監督レム・B・パーカー、1913年 - 出演役John Bowling
- In the Long Ago : 監督コリン・キャンベル、1913年 - 出演
- Mrs. Hilton's Jewels : 監督E・A・マーティン、1913年 - 出演
- The Beaded Buckskin Bag : 監督E・A・マーティン、1913年 - 出演
- The Trail of Cards : 監督E・A・マーティン、1913年 - 出演
- The Acid Test : 監督E・A・マーティン、1913年 - 出演
- The Mansion of Misery : 監督レム・B・パーカー、1913年 - 出演
- The Flight of the Crow : 監督E・A・マーティン、1913年 - 出演
- Fate Fashions a Letter : 監督フレッド・ハントリー、1913年 - 出演
- The Touch of a Child : 監督不明、脚本ネリー・ブラウン・ダフ、1913年 - 出演
- Message from Across the Sea : 監督不明、脚本H・W・ヒル、1914年 - 出演
- Through the Centuries : 監督フレッド・ハントリー、1914年 - 出演役Willing
- Tested by Fire : 監督フレッド・ハントリー、1914年 - 出演役Algernon Fordham, City Man
- The Attic Above : 監督E・メイソン・ホッパー、1914年 - 出演役Mr. Hutchinson, the Bank President
- Elizabeth's Prayer : 監督フレッド・ハントリー、1914年 - 出演役Richard Lee, A Sporty Acquaintance
- Two Little Vagabonds : 1914年
- While Wifey Is Away : 監督フレッド・ハントリー、1914年 - 出演役Mr. Smith
- The Midnight Call : 監督フレッド・ハントリー、1914年 - 出演役Lawler, Jr.
- When Thieves Fall Out : 監督フレッド・ハントリー、1914年 - 出演役Bud Reilly, A Thief
- His Fight : 監督コリン・キャンベル、1914年 - 出演
- This Is th' Life : 1914年
- Lola : 1914年 - 監督・脚本
- The Mirror : 1914年
- The Redemption of a Pal : 1914年
- Daphnia : 1914年
- Beppo : 1914年
- The Archeologist : 1914年
- In Tune : 1914年
- The Silent Way : 1914年
- The Tin Can Shack : 1914年
- When a Woman Waits : 1914年
- The Alarm of Angelon : 1915年
- Restitution : 1915年
- The Crucifixion of Al Brady : 1915年
- Silence : 1915年
- Imitations : 1915年
- Justified : 1915年
- Saints and Sinners : 1915年
- The Decision : 1915年
- The Derelict : 1915年
- The Truth of Fiction : 1915年 - 監督・脚本
- His Mysterious Neighbor : 1915年
- Ancestry : 1915年
- Reformation : 1915年
- His Brother's Debt : 1915年
- The Wishing Stone : 1915年
- The Castle Ranch : 1915年
- Wife Wanted : 1915年
- One Summer's Sequel : 1915年
- The Broken Window : 1915年
- The Greater Strength : 1915年
- Reprisal : 1915年
- The Resolve : 1915年
- The Guiding Light : 1915年
- By Whose Hand? : 1915年
- The Zaca Lake Mystery : 1915年 - 監督・出演役The Hunter
- The Deception : 1915年
- Detective Blinn : 1915年
- Comrades Three : 1915年
- 『闇路』 The Jilt : 1915年
- Mixed Wires : 1915年
- The Divine Decree : 1915年
- The Forecast : 1915年
- Senor's Silver Buckle : 1915年
- It Was Like This : 1915年
- The Measure of Leon Du Bray : 1915年 - 監督・脚本
- Manna : 1915年
- The Phantom Fortune : 1915年 - 監督・脚本
- A Daughter of Penance : 1916年
- 『美人島』 Undine : 1916年 - 製作・監督
- The One Woman : 1916年
- Behind the Curtain : 1916年
- The Haunted Bell : 1916年
- Won with a Make-Up : 1916年
- Half a Rogue : 1916年 - 監督・脚本・出演役Ex-Senator Henderson
- The Devil's Image : 1916年
- 『犯さぬ罪』 The Man from Nowhere : 1916年
- The Man Across the Street : 1916年 - 監督・脚本・出演
- The River of Romance : 1916年 - 監督・脚本
- Mister 44 : 1916年 - 監督・脚色・出演役Dick Westfall
- The Lie Sublime : 1916年
- Big Tremaine : 1916年 - 監督・脚本
- The Butterfly Girl : 1917年
- Lorelei of the Sea : 1917年 - 監督・出演役John Grey
- Their Honeymoon Baby : 1918年
- Wild Life : 1918年
- 『野性の女』 Angel Child : 1918年
- 『健児の意気』 The Great Romance : 1919年
- The Island of Intrigue : 1919年
- The Amateur Adventuress : 1919年
- 『人魚の群』 Some Bride : 1919年
- 『青鳥の歌』 The Microbe : 1919年
- 『明日は晴れ』 Fair and Warmer : 1919年
- 『柳の精』 The Willow Tree : 1920年
- 『迷信』 The Cheater : 1920年
- 『虚栄の奴隷』 A Slave of Vanity : 1920年 - 監督・脚本
- Lovebound : 1923年
- 『海底の大宮殿』 The Temple of Venus : 1923年 - 監督・原作・脚本
- 『ダンテ地獄篇』 Dante's Inferno : 1924年
- 『虚栄地獄』 Folly of Vanity : 1924年
- 『古代の船人』 The Ancient Mariner : 1925年
- The Outlaw Express : 監督レオ・マロニー、1926年 - 出演役John Mills
- The Love Wager : 1927年
- 『鉄仮面』 The Iron Mask : 監督アラン・ドワン、1929年 - 出演役The King's Valet
- 『輝く人生』 The Quitter : 監督ジョセフ・ヘナベリー、1929年 - 出演役Dr. Abott
- 『デニーのナポレオン』 One Hysterical Night : 監督ウィリアム・ジェームズ・クラフト、1929年 - 出演役Dr. Hayden
- Alma de Gaucho : 1930年 - 最後の監督作
- Sea Devils : 監督ジョセフ・レヴァリング、1931年 - 出演役Governor
- 『悪魔スヴェンガリ』 Svengali : 監督アーチー・L・メイヨ、1931年 - ノンクレジット・出演役Man with Opera Glasses
- Beware of Ladies : 監督アーヴィング・ピチェル、1936年 - ノンクレジット・出演役Plainclothesman
- The 13th Man : 監督ウィリアム・ナイ、1937年 - ノンクレジット・出演役One Punch
- Here's Flash Casey : 監督リン・ショアース、1938年 - ノンクレジット・出演役Dock Warden
- Silver Queen : 監督ロイド・ベーコン、1942年 - ノンクレジット・出演役Bit Role

## 関連事項
- セリグ・ポリスコープ・カンパニー （en:Selig Polyscope Company）
- アメリカン・フィルム・マニュファクチャリング・カンパニー （en:American Film Manufacturing Company）
- インディペンデント・ムーヴィング・ピクチャーズ （en:Independent Moving Pictures）

## 註
1. 1 2 3 4 5 6 7 8 9 10 11 12 13  Henry Otto, Internet Movie Database （英語）, 2010年4月16日閲覧。
2. ↑  Henry Otho - IMDb（英語）, 2010年4月16日閲覧。
3. ↑  『ブルーバード映画の記録』、製作・著・発行山中十志雄・塚田嘉信、1984年4月、p.2.
4. ↑  Henry Otto, allmovie, 2010年4月16日閲覧。